# Yousef Sweid
Yousef “Joe” Sweid (hébreu יוסף (ג'ו) סוויד ; arabe يوسف سويد), né le 22 juin 1976 à Haïfa, est un acteur arabe israélien venu du théâtre, également danseur (il pratique depuis 2007 le butō) et marionnettiste, issu d'une famille chrétienne. Il est divorcé de la dramaturge Yael Ronen.

## Début de carrière au théâtre et à la télévision
Yousef Sweid est diplômé du département Théâtre de l’Université de Tel Aviv, et fait ses premiers pas sur scène en intégrant l’Arab-Hebrew Theatre à Jaffa. Il participe à des spectacles pour la télévision, y compris Dancing again tonight (1991), Lane of White Chairs (vainqueur du Festival d’Acre en 1996), Oh Brother Boom Boom (vainqueur en 2003 du festival d’émissions pour enfants de Haïfa), Dragon (2004) et Immigrants (2005).
Sur scène, il joue aux côtés de Ruth Kanner en 2001 dans Things You See Here Do Not See From There ; en 2002, il apparaît dans Sea Shadow. 
Il a aussi participé à la production internationale The Time We Did Not Know Anything About Each Other et à la production de danse Barefoot. En 2001, il devient directeur d’un programme de théâtre communautaire destiné à la fois aux Arabes et aux Juifs à Ramallah.

## Cinéma, télévision et théâtre
Yousef Sweid a été remarqué dans deux films israéliens d’Eytan Fox : Tu marcheras sur l'eau et The Bubble. Il y joue tour à tour le rôle d’un arabe israélien et d’un palestinien de Naplouse.
Dans le premier film (Tu marcheras sur l'eau), il joue l’amant arabe d’Axel, un allemand dont le grand-père nazi est recherché par un agent du Mossad (Lior Ashkenazi).
Dans le second film, The Bubble (sorti en France en juillet 2007), il interprète Ashraf, l’amoureux de Noam, un Israélien (interprété par Ohad Knoller) vivant en colocation avec deux autres jeunes travaillant dans le quartier branché de Tel Aviv. Leur rencontre va leur permettre de s’aimer au-delà du climat politique tendu et de la guerre existant entre les deux peuples.
Il joue aussi dans des pièces de théâtre et des séries télévisées, dont une version israélienne du 1, rue Sésame (Reḥōv Sūmsūm en hébreu, Šāriʕ Simsim en arabe), où il anime la marionnette bilingue Mahboub (maḥbūb : "bien-aimé" en arabe),, et un feuilleton sur la vie professionnelle et sentimentale d'une équipe de football, Ha-'Alūfah (Le champion), où figure également Yehuda Levi. Le second lui a apporté une grande notoriété, mais il apprécie la créativité que lui offre le premier, qui est le seul programme où peuvent se reconnaître les enfants arabes israéliens et qui familiarise par l'humour les enfants juifs israéliens avec la langue arabe.
Il a été marié avec la dramaturge Yaeli Ronen et a joué entre autres dans sa pièce Plonter (פלונטר, Le bourbier), où ils se sont rencontrés, ainsi que Raida Adon, Mira Awad, Ashraf Barhom et Shredy Jabarin, au Cameri Theatre de Tel Aviv. Son ex-beau-père Ilan Ronen est l'actuel directeur artistique du théâtre Habima et son ex-beau-frère Michael, également dramaturge, vit en 2013 à Berlin.

## Interprétation
En écho avec sa vie personnelle, Yousef Sweid joue en général un non-juif amoureux d’une juive (ou d’un juif, ou d’un Occidental dans Tu marcheras sur l'eau). Dans le téléfilm Maktub ("écrit, destin" en arabe), il incarne un policier druze ayant certaines visions liées à la métempsycose, qui le rapprochent de sa religion d'origine tout en renforçant son amour pour sa collègue et compagne juive. Ceci vaut pour la télévision et le cinéma car, dans Plonter, les acteurs jouent plusieurs rôles successifs, et lui-même incarne entre autres un activiste palestinien, un colon juif et un soldat juif.

## Carrière internationale
Au printemps 2008, Yousef Sweid a commencé sa carrière internationale à Malte en participant au tournage du film  Agora d’Alejandro Amenábar, sorti fin 2009. Ce film s'inspire de la vie et de la mort de la savante et martyre païenne Hypatie d'Alexandrie au début du Ve siècle. Il joue le rôle de Pierre, leader chrétien fanatique qui va provoquer l’assassinat d'Hypatie.
En 2011, il tourne en Jordanie dans Inch'Allah de la réalisatrice canadienne Anaïs Barbeau-Lavalette, incarnant Faysal, un Palestinien dont l'héroïne, jeune sage-femme résidant en Israël et exerçant en Cisjordanie, tombe amoureuse.

## Filmographie

### Cinéma
- 2002 : It's Not Me It's Not You de David Sordella (court métrage) : Barman
- 2004 : Tu marcheras sur l'eau d'Eytan Fox : Rafik
- 2005 : Kvish (La route) de Nadav Lapid (court métrage)
- 2006 : The Bubble d'Eytan Fox : Ashraf
- 2008 : Dans la nuit d'Amos Kollek : Arik
- 2009 : Agora d'Alejandro Amenábar : Pierre
- 2010 : Jericho de Tamara Erde : L'acteur
- 2012 : Inch'Allah d'Anaïs Barbeau-Lavalette : Faysal
- 2013 : Omar de Hany Abu-Assad : Tortionnaire
- 2014 : Mars at Sunrise de Jessica Habie : L'acteur Shakesphere
- 2014 : Zinuk BaAlia d'Oren Shtern : Ahmed
- 2017 : American Assassin de Michael Cuesta : Khaled[7]
- 2019 : Tel Aviv on Fire de Sameh Zoabi : Yehuda

### Télévision
- 2004 : Maktub, téléfilm d'Avi Musel : Ataf
- 2006 : Ha-Alufa (Le Champion), série télévisée : Jalal Kasum
- 2011 : Homeland de Howard Gordon et Alex Gansa : Hasan Ibrahim
- 2011 : Asfur (« oiseau » en arabe, série télévisée) : Jonny
- 2012 : Hatufim, série télévisée : Abdallah
- 2015 : Killing Jesus, téléfilm de Christopher Menaul : Joseph
- 2015 : American Odyssey (série télévisée) : Shakir Khan
- 2018 : False Flag : Amir Cohen

## Théâtre (partiel)
- 2015 : The Situation de Yaeli Ronen, Théâtre Maxime-Gorki de Berlin
- 2012 : Le Marchand de Venise de William Shakespeare, mise en scène d’Ilan Ronen, Habima, Tel Aviv : Bassanio[8]
- 2011 : The Day Before The Last Day de Yaeli Ronen, coproduction avec la Schaubühne am Lehniner Platz de Berlin
- 2010 : A Railway to Damascus (en français : Une voie ferrée vers Damas) de Hillel Mittelpunkt, mise en scène d’Ilan Ronen, Habima, Tel Aviv : Jalal, le fils de Fathi[9],[10]
- 2008 : Dritte Generation (3G) (Troisième génération) de Yaeli Ronen, coproduction avec la Schaubühne am Lehniner Platz de Berlin
- 2007 : Hebron de Tamir Grinberg, mise en scène d’Oded Kotler, coproduction Habima-Cameri Theatre, Tel Aviv : Khalil Cana'ani[11]
- 2006 : Veiled, alias Masqués (מסכות) d’Ilan Hatzor, Arab-Hebrew Theatre, Jaffa, dirigé par Norman Issa[12]
- 2005 : Plonter de Yaeli Ronen, Cameri Theatre, Tel Aviv : Rôles multiples

## Distinctions
- 2006 : Nomination comme meilleur acteur aux Ophirs du cinéma pour The Bubble.
- 2004 : Nomination comme meilleur acteur aux Ophirs du cinéma pour Maktub.